# Iranaitivu
Iranaitivu är en ö i Sri Lanka.   Den ligger i provinsen Nordprovinsen, i den norra delen av landet, 260 km norr om huvudstaden Colombo. Arean är 6,8 kvadratkilometer.
Terrängen på Iranaitivu är mycket platt. Öns högsta punkt är 16 meter över havet. Den sträcker sig 4,2 kilometer i nord-sydlig riktning, och 4,0 kilometer i öst-västlig riktning.